# Cigaritis schistacea
Cigaritis schistacea is een vlinder uit de familie van de Lycaenidae. De wetenschappelijke naam van de soort is voor het eerst gepubliceerd in 1881 door Frederic Moore.

## Verspreiding
De soort komt voor in India en Sri Lanka.

## Ondersoorten
- Cigaritis schistacea schistacea (Moore, 1881)
- Cigaritis schistacea gabriel (Swinhoe, 1912)
  - = Aphnaeus gabriel Swinhoe, 1912
  - = Spindasis schistacea gabriel